# Brasstown Bald
Brasstown Bald is met 1458 meter het hoogste natuurlijke punt in de Amerikaanse staat Georgia.
De berg is bij de Cherokee bekend onder de naam Enotah. Hij is vernoemd naar de voormalige Cherokee-nederzetting Brasstown, die lag langs de bovenloop van Brasstown Creek. Net ten noorden van de berg ligt aan de andere kant van de staatsgrens met North Carolina het plaatsje Brasstown. Brasstown Bald ligt deels in Towns County en deels in Union County. De countygrens loopt precies over de top. De top maakt deel uit van de Blue Ridge Mountains, die weer deel uitmaken van de Appalachen.
De berg bestaat geologisch gezien voornamelijk uit saponiet en duniet.
Bij helder weer is het mogelijk om vanaf Brasstown Bald de hoogste gebouwen van Atlanta te zien. Op de top is een observatiecentrum ingericht. De USDA Forest Service heeft hier webcams geïnstalleerd. Er is een weerstation op de berg en er zijn radio-zendmasten.
Jaarlijks maakt Brasstown Bald deel uit van de Ronde van Georgia. Een van de etappes van deze wielerwedstrijd eindigt op de top van de berg.

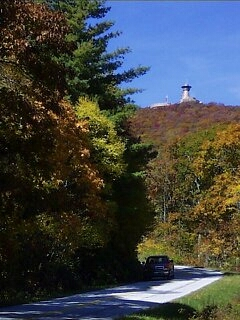
Brasstown Bald
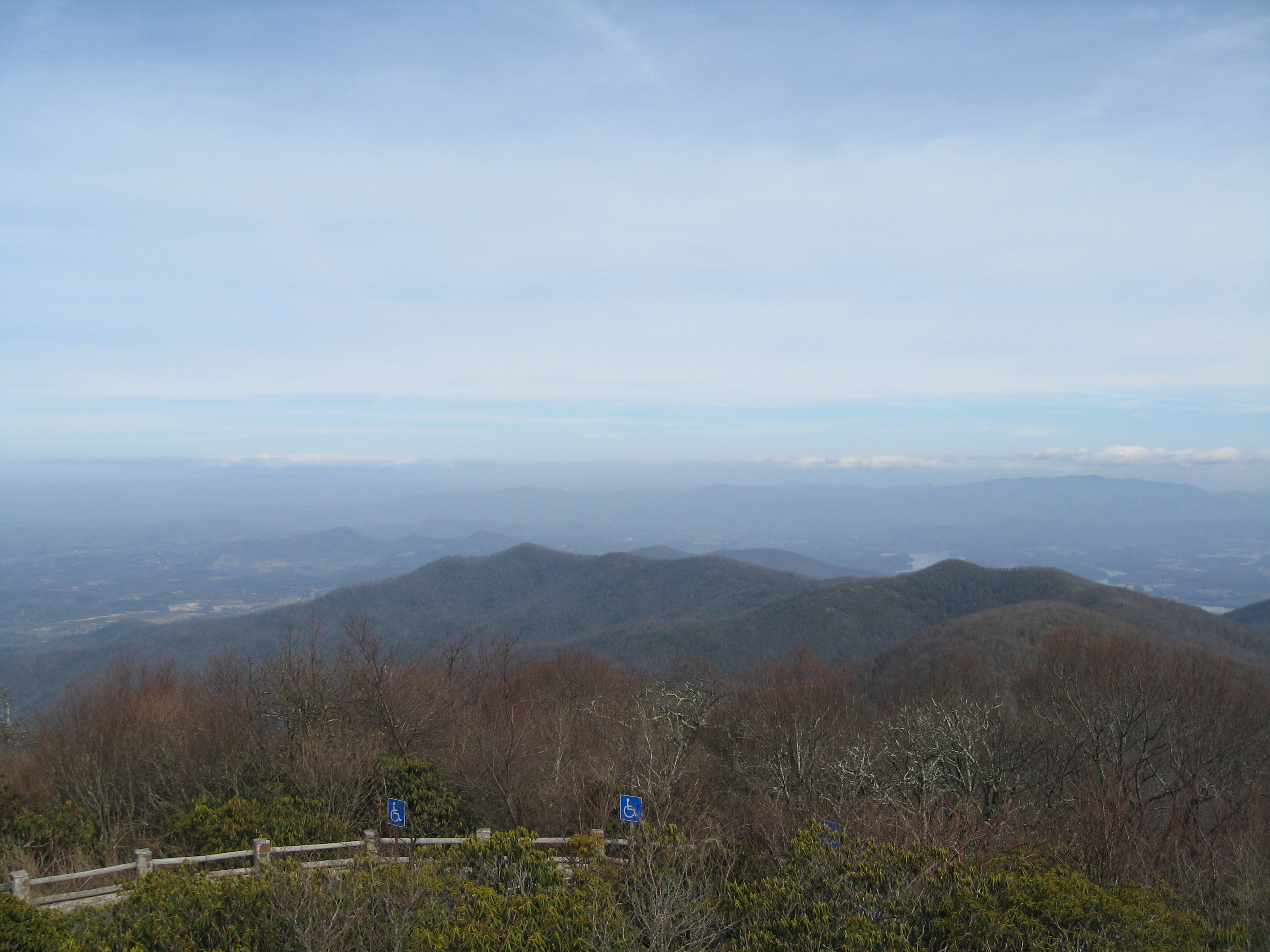
Uitzicht vanaf de top